# Zschauitz (Großenhain)

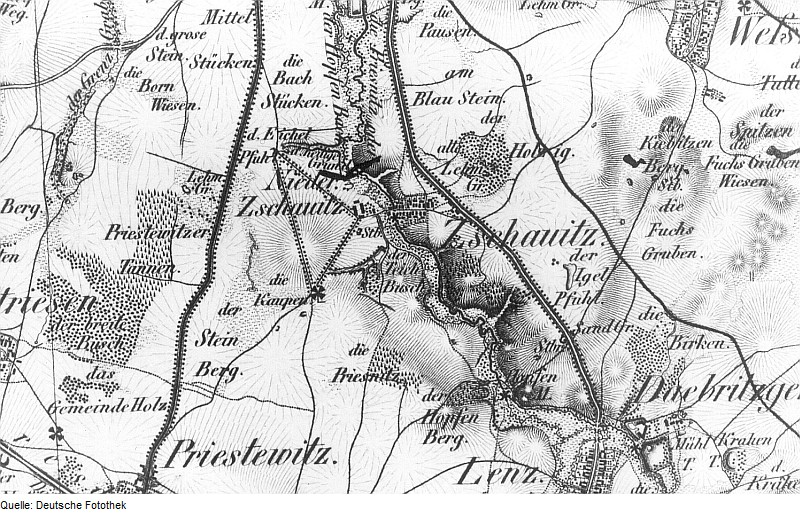
Zschauitz auf einer Karte (Ausschnitt) von 1841/43

Zschauitz ist ein Ortsteil der Stadt Großenhain an der Nordgrenze des Landkreises Meißen in Sachsen. Der Ort hat 295 Einwohner (Stand: Dezember 2015), die auf einer Fläche von 2,84 km² leben.

## Geografie und Verkehrsanbindung
Der Ort liegt südlich des Kernortes Großenhain. Am östlichen Ortsrand führt die S 81 vorbei. Am westlichen Ortsrand fließt der Hopfenbach, ein Zufluss der Großen Röder. Weiter westlich verläuft die B 101. Eine Buslinie verbindet Zschauitz unter anderem mit Großenhain und Moritzburg.